# Herwijnen

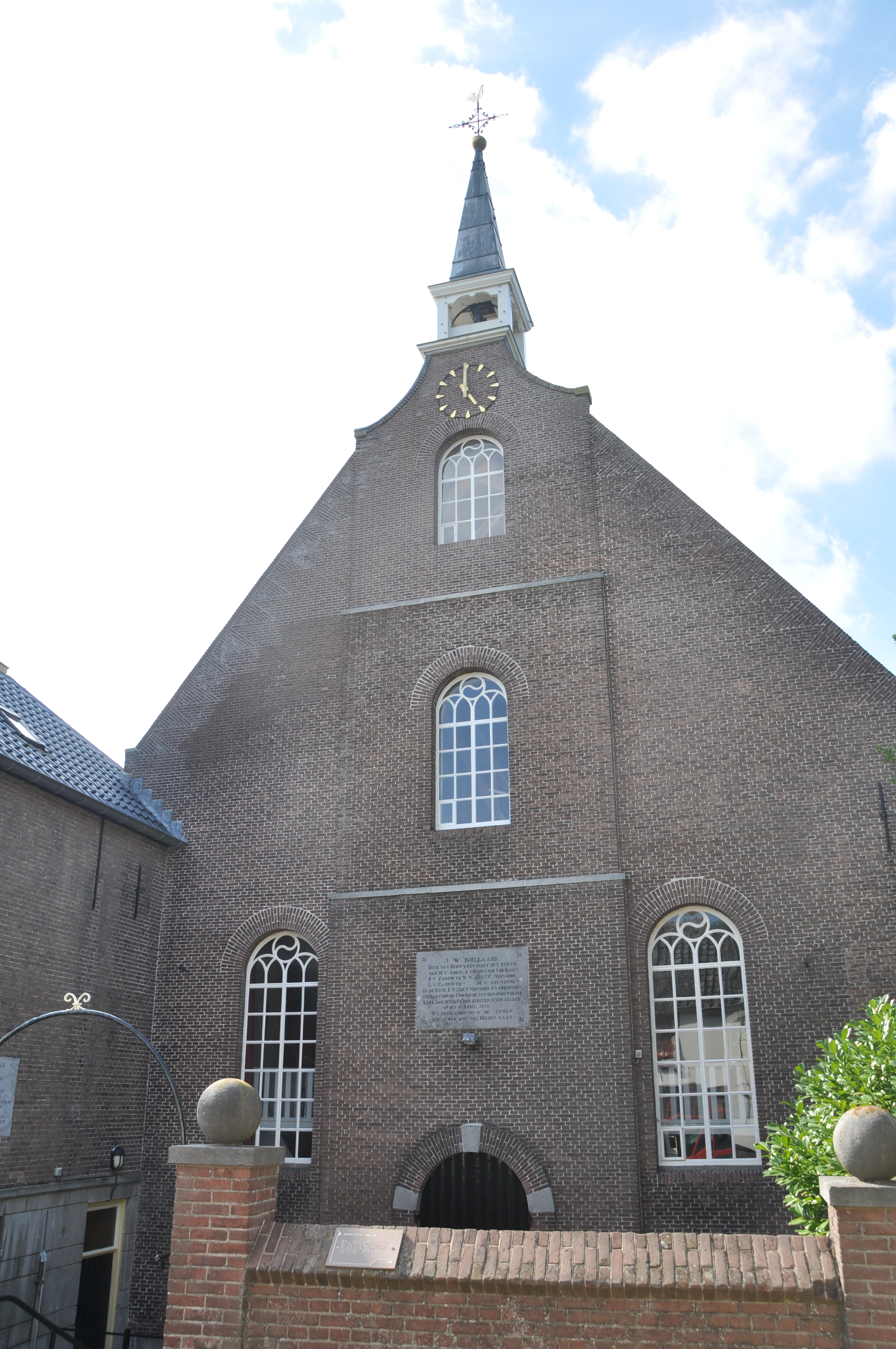
Herwijnen: la Hervormde Kerk

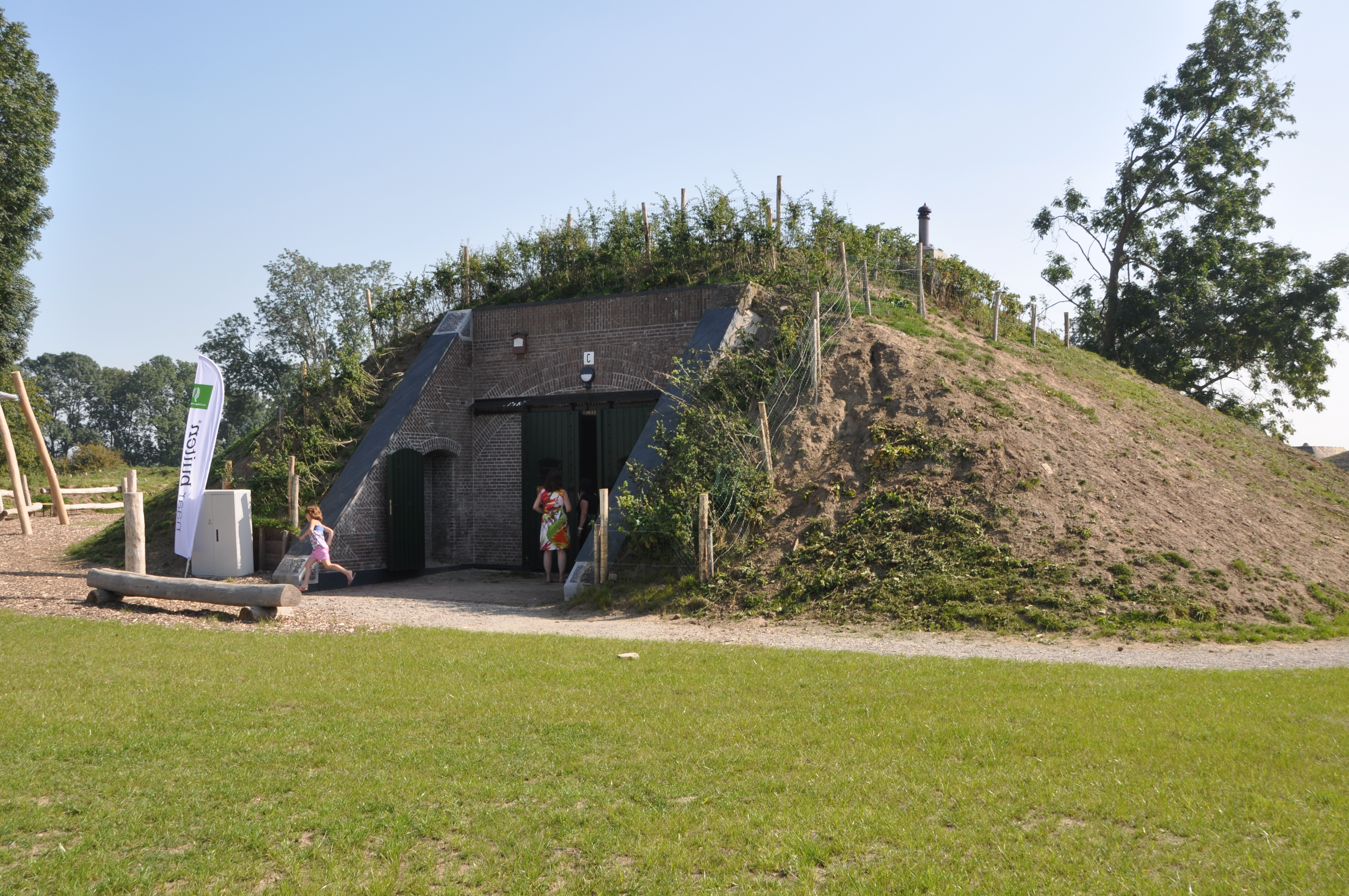
Herwijnen: un tratto del forte sulla Nieuwe Steeg

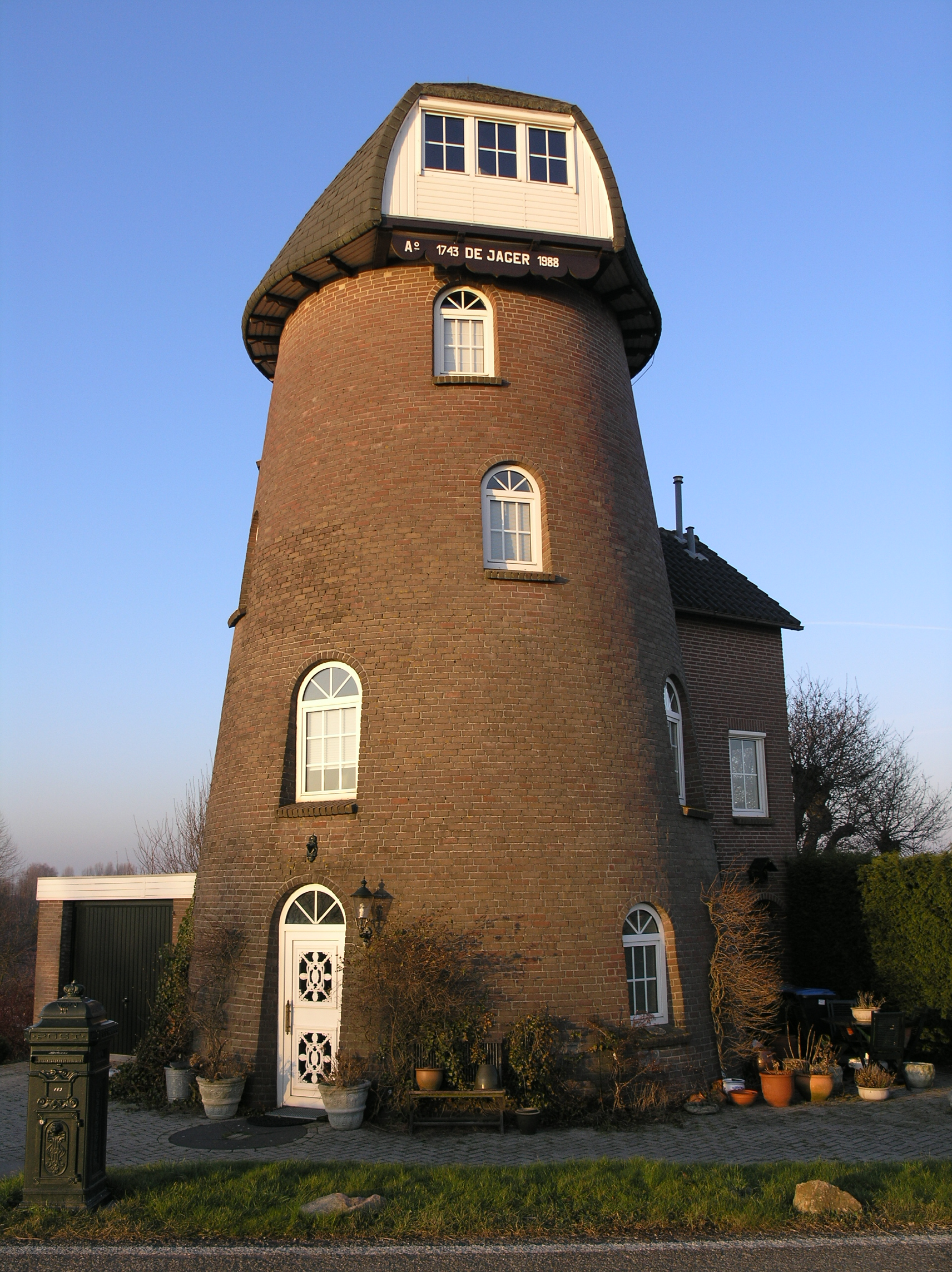
Herwijnen: il mulino "De Jager"

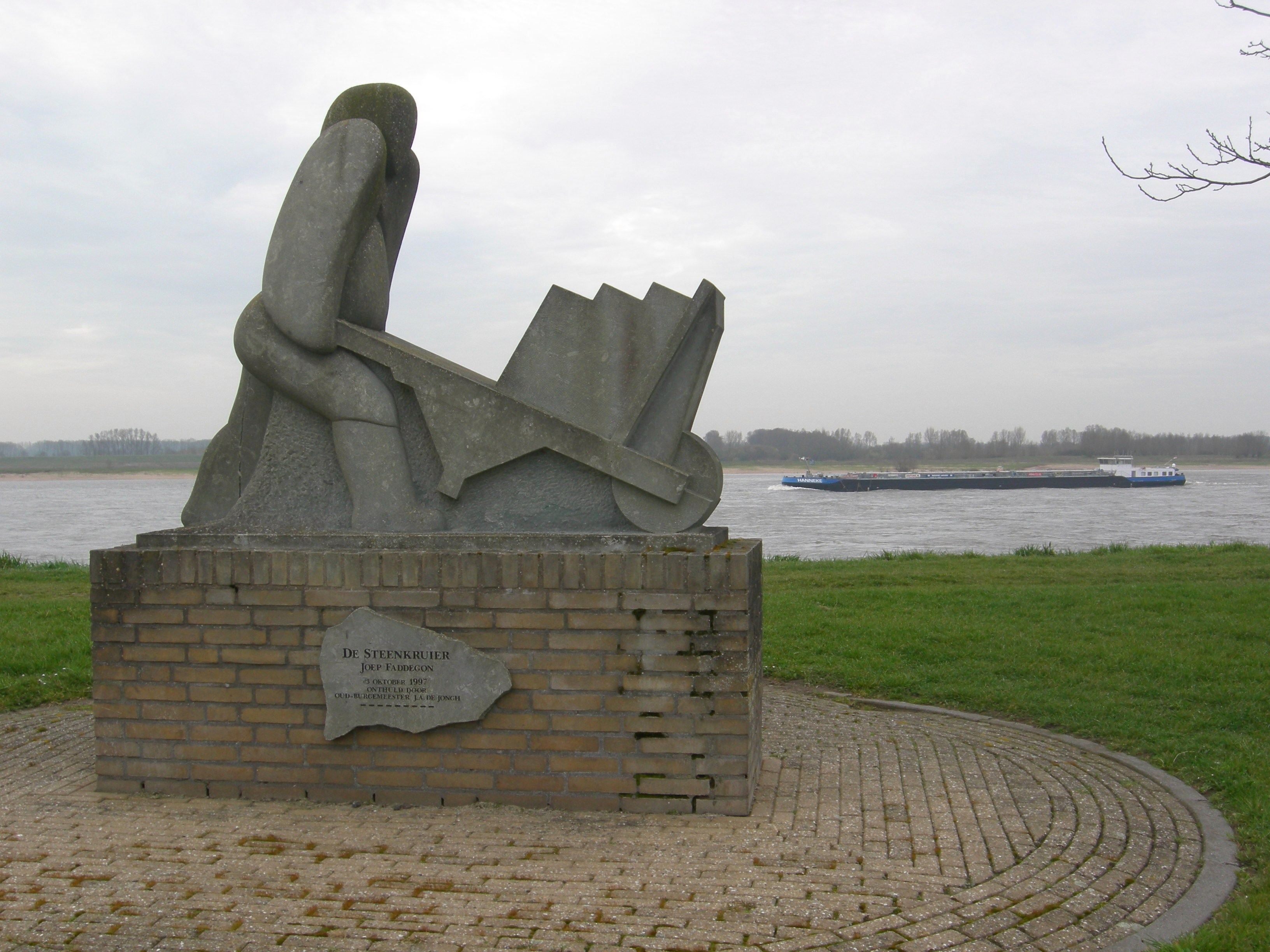
Scultura a Herwijnen

Herwijnen è un villaggio (dorp) di circa 2700-2800 abitanti del sud-est dei Paesi Bassi, facente parte della provincia della Gheldria (Gelderland) e situato lungo il corso del fiume Waal, nella regione della Batavia (Betuwe). Dal punto di vista amministrativo, si tratta di un ex-comune, dal 1986 accorpato alla municipalità di Lingewaal, comune a sua volta ingobato nel 2019 nella nuova municipalità di West Betuwe.

## Geografia fisica
Herwijnen si trova nella parte sud-occidentale della provincia della Gheldria, al confine con la provincia dell'Olanda Meridionale, a sud di Leerdam (Olanda Meridionale) e tra le località di Gorinchem (Olanda Meridionale) e Zaltbommel (rispettivamente a est della prima e ovest della seconda), a pochi chilometri nord di Zuilichem (che si trova lungo la sponda opposta, quella meridionale, del fiume Waal).
Il territorio di Herwijnen ha una superficie di 23,42 km², di cui 1,53 costituiti da acqua.

## Origini del nome
Il toponimo Herwijnen, attestato anticamente come Heriuuinna (850), Herwyn (1318) e Herwynen (1331), è formato dai termini in antico olandese heri , che significa "esercito", e uuinna, che significa "pascolo".

## Storia

### Dalle origini ai giorni nostri
Il villaggio venne menzionato per la prima volta nell'850 in una lettera del conte Balderico alla chiesa di Utrecht, anche se i primi insediamenti in loco risalgono all'epoca romana.
Nel 1312 si hanno le prime notizie della presenza di un castello in loco, il castello Wayenstein (o Wadestein), che fu la residenza della famiglia Van Herwijnen e che è stato demolito in gran parte nel 1865 e quindi definitivamente distrutto dalle truppe tedesche nel corso della seconda guerra mondiale. Un altro castello di cui non rimane nulla, il De Engelenburg, venne costruito dai signori di Herwijnen intorno al 1400.
Fino al 1818 faceva parte della municipalità di Herwijnen anche il villaggio di Haaften, poi diventato a sua volta un comune indipendente.

### Simboli
Lo stemma di Herwijnen è costituito da tre righe orizzontali rosse alternate a due righe orizzontali gialle. Questo stemma, adottato ufficialmente il 7 ottobre 1818, deriva da quello della signoria di Herwijnen.

## Monumenti e luoghi d'interesse
Herwijnen vanta 31 edifici classificati come rijksmonumenten e 12 edifici classificati come gemeentelijke monumenten.

### Architetture religiose

#### Hervormde Kerk
Principale edificio religioso di Herwijnen è la Hervormde Kerk ("chiesa protestante"), situata lungo la Waaldijk e realizzata nel 1823.
Al suo interno, si trova un organo realizzato nel 1858 da K.M. van Puffelen.

### Architetture militari

#### Forte della Nieuwe Steeg
Altro edificio d'interesse è il forte della Nieuwe Steeg, noto anche come Forte di Herwijnen, costruito nel 1879 come parte della Nieuwe Hollandse Waterlinie.

### Architetture civili

#### Mulino De Jager
Altro edificio d'interesse è l'ex-mulino "De Jager", un mulino a vento costruito nel 1743 e demolito 180 dopo, prima di essere ricostruito nel 1981 come struttura abitativa. Il mulino fu fino al 1755 di proprietà della famiglia Bierman, signori di Herwijnen.

#### Huis Kerkenstein
Altro edificio d'interesse è Huis Kerkenstein, una residenza signorile situata lungo la Waaldijk e risalente al 1841.

#### Peilschaalhuisje
Sempre lungo la Waaldijk si trova poi la Peilschaalhuisje o Peilhuisje: realizzata nel 1874 per misurare il livello del fiume Waal è l'unico edificio di questo genere rimasto nei Paesi Bassi.

## Società

### Evoluzione demografica
Al censimento del 2023, Herwijnen contava una popolazione pari a 2.795 abitanti.
La popolazione al di sotto dei 16 anni era pari a 447 unità, mentre la popolazione dai 65 anni in su era pari a 647 unità.
La località ha conosciuto un progressivo incremento demografico a partire dal 2020, quando contava una popolazione pari a 2.682 unità.

## Geografia antropica

### Suddivisioni amministrative
buurtschappen
- Benedeinend
- Boveneind
- Kerkeneind